# 韋列西夫卡
50°41′55″N 27°46′9″E / 50.69861°N 27.76917°E
韋列西夫卡（烏克蘭語：Вересівка），是烏克蘭北部的村莊，隸屬日托米爾州的茲維亞赫爾區。該村面積0.27平方公里，海拔高度217米，2001年人口78，人口密度每平方公里291.04人。